# Kostel svatého Víta (Hemer)
Kostel svatého Víta je zaniklý kostel v německém městě Hemeru. Byl založen v 10. století a po reformaci v roce 1567 byl přeměněn na evangelický kostel. Kvůli špatnému technickému stavu byl v roce 1818 stržen.
První písemná zmínka o kostele pochází z roku 1072 z listiny kláštera Grafschaft. Stavba se nacházela v těsné blízkosti panského domu Hemer a náležela pod farnost Menden. V roce 1122 nechal kolínský arcibiskup Fridrich I. ze Schwarzenburgu povýšit kostel na samostatnou farnost podřízenou pod děkanát Attendorn, avšak nadále trvalo silné napojení na klášter v Grafschaftu.
Zřejmě v 2. polovině 12. století byla stavba rozšířena na východní straně o tři půlkruhové chórové prostory s kupolí a o jednu nízkou věž. Kolem roku 1220 získal kostel křtitelnici. V roce 1498 byly do zvonice zavěšeny tři zvony.
Roku 1567 přestoupili skoro všichni obyvatelé Hemeru do evangelické církve, a proto se začal kostel využít pro účely evangelické církve. Stavba byla neustále rozšiřována, aby zvládala nápor věřících. V konečném stavu dokázala pojmout až 200 věřících. V roce 1753 se začalo uvažovat o stavě nového většího kostela. Z tohoto roku pochází také přesné údaje o rozměrech kostela. Kostelní loď byla 5,04 metrů vysoká a 17,28 metrů dlouhá. V nejširším bodě měřil kostel 12,96 metrů.
Jelikož kostel byl často poškozován povodněmi, rozhodlo se v roku 1818 o jeho stržení. V témže roce započala stavba nového kostela na Ebbergu, vzdáleného jen přibližně 200 metrů, který měl svatovítský kostel nahradit. Po dobu stavby nového kostela se konaly veškeré bohoslužby v sousedním katolickém kostele sv. Petra a Pavla.
Při demolici starého objektu se zvony (s letopočty 1498, 1750 a 1768) nacházely pořád ve zvonici. Nejstarší zvon, odlitý v roce 1498 Hillebrandtem Dubbem z Iserlohn, je dnes umístěn u tzv. Paul-Schneider-Haus. Jeho hlas je určen na fis -6, v průměru měří 1 055 mm a váží 750 kg. Původní zachovalá křtitelnice dnes zdobí interiér kostela na Ebbergu.
V roce 1954 začalo místní sdružení Bürger- und Heimatverein Hemer (později ve spolupráci se zemským úřadem pro památkovou péči) s vykopávkami na místě bývalého svatovítského kostela. Byly odkryty základy stavby, na kterých je možné pozorovat postupné stavební etapy. Dokládají nám přesné rozměry kostela a orientaci oltáři ve východní apsidě. Na západě byla později přistavena věž. Typ zdejšího kostelního objektu výjimečný v celém Vestfálsku.
U příležitosti oslav výročí reformace v roce 2017 byly zdviženy nízké zdi, které naznačují půdorys kostela, a do parku u panského domu byla vsazena pamětní deska.

## Galerie

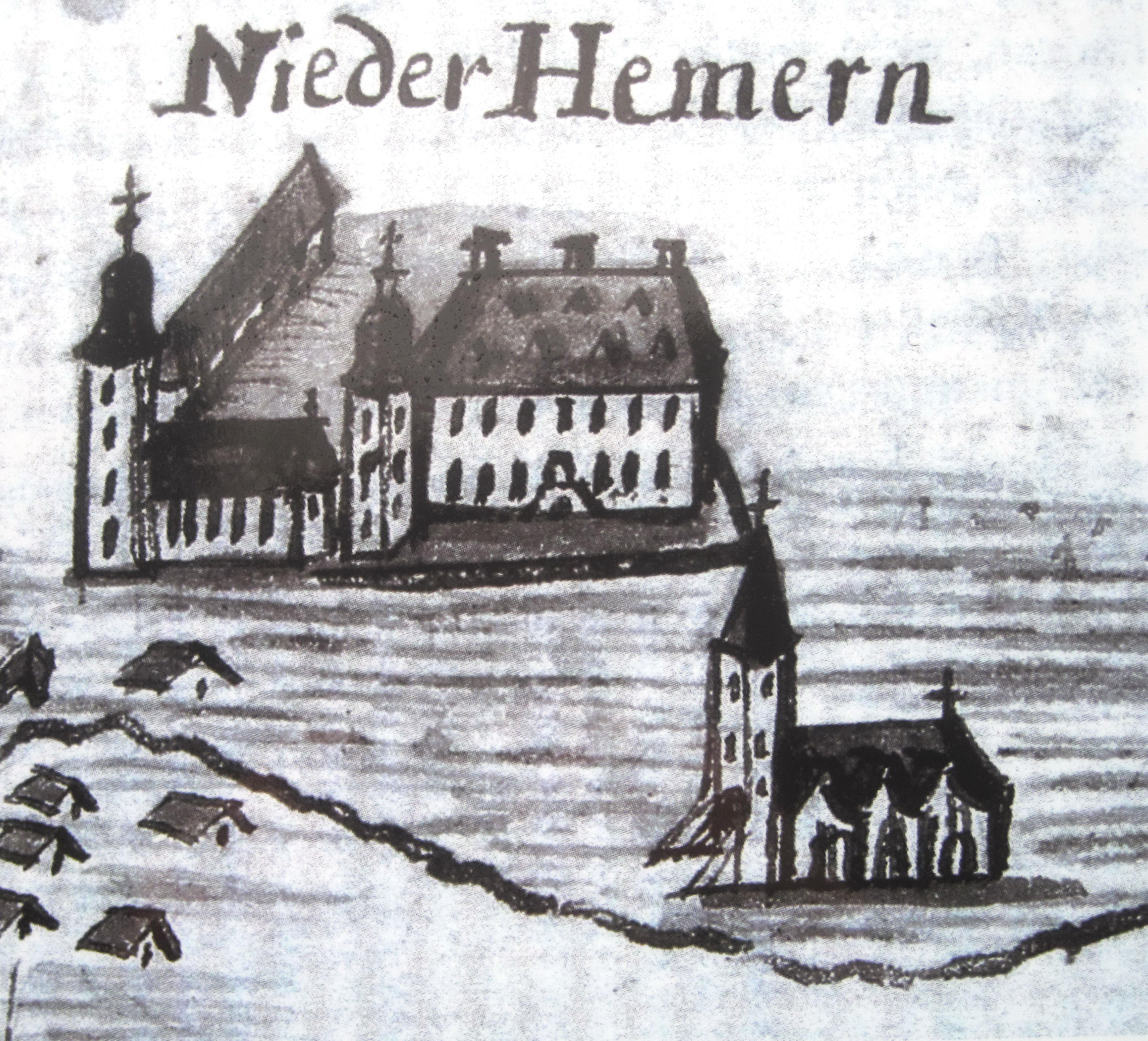
Nákres z cyklu Carte von der Hemer Marcke z roku 1767
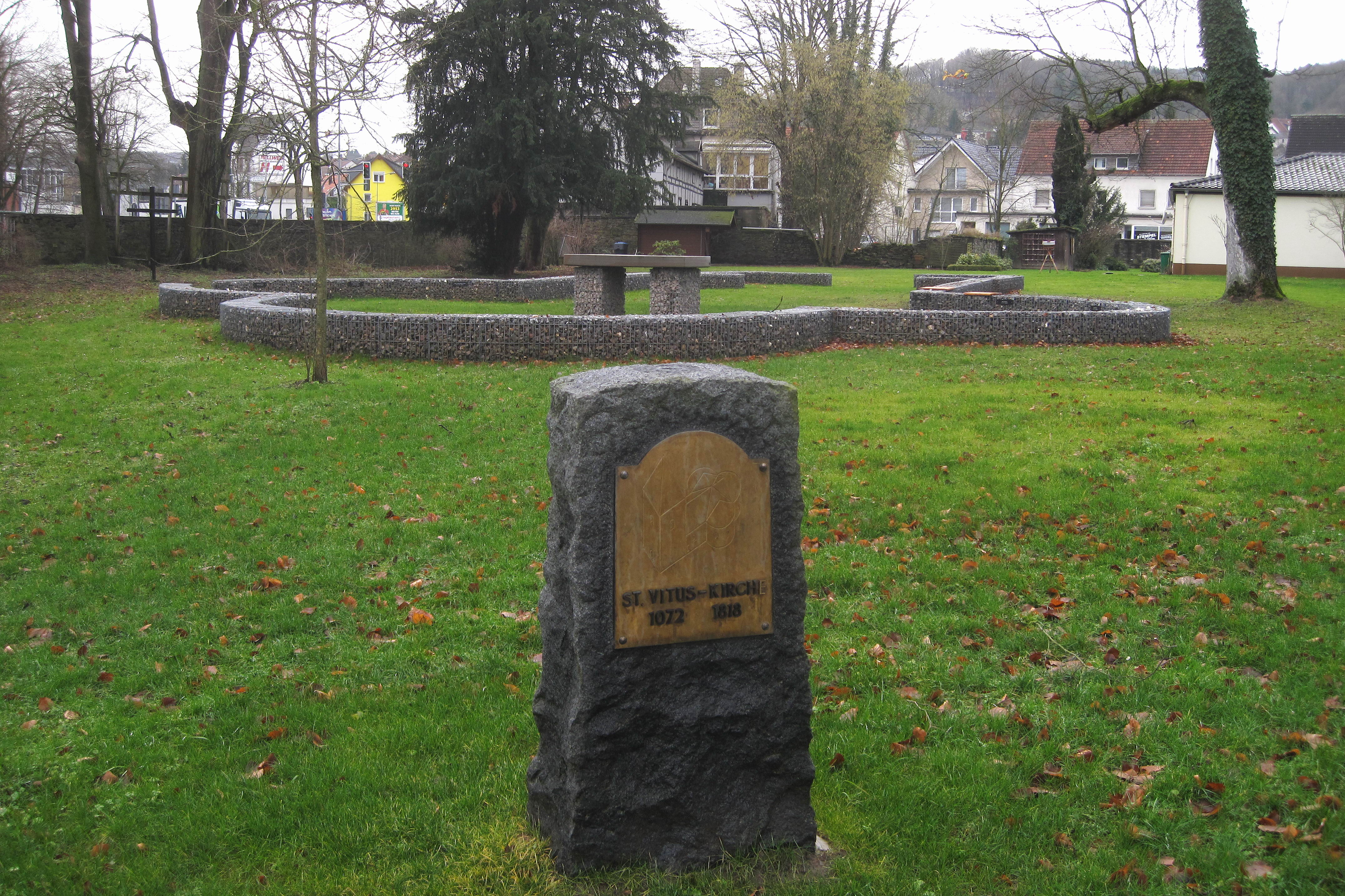
Pamětní deska
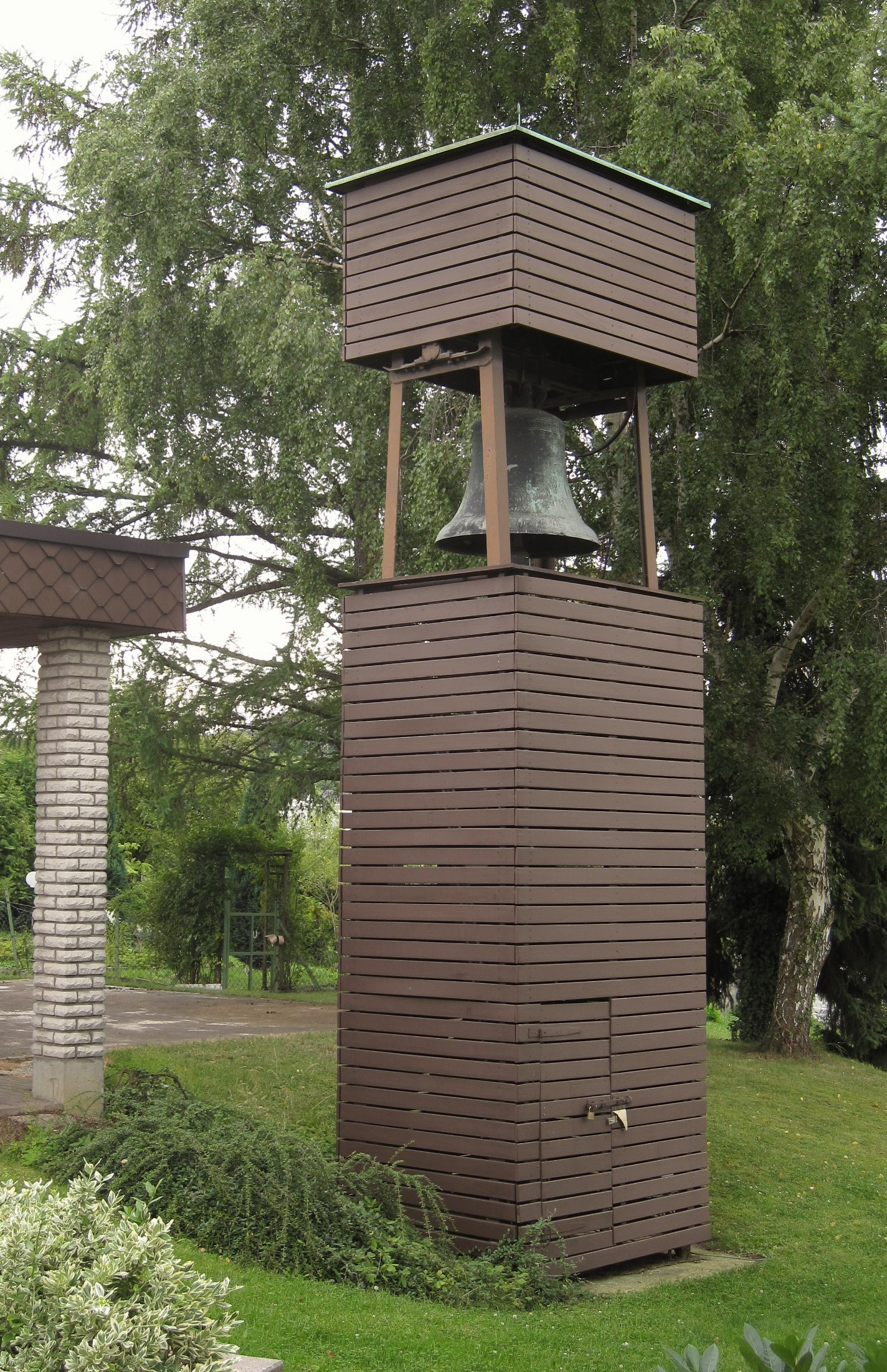
Nejstarší kostelní zvon vystavený u Paul-Schneider-Haus